# Ото Файст
Ото Файст (на немски: Otto Faist) е германски лекоатлет и треньор по футбол. Той е първият треньор, извел националния отбор на България до трофей, като през 1931 г. печели Купата на БОК. Освен това като треньор на Шалке 04 печели три титли на Германия.

## Лекоатлетическа кариера
Състезава се за клуба Феникс (Карлсруе) като бегач на къси и средни разстояния. През 1926 г. е шампион на Германия с щафетата на Феникс, а освен това се състезава и на международно ниво. През 1929 г. завършва спортни науки в Германския институт за физическа култура в Берлин.

## Треньорска кариера
Първият отбор, който Файст води, е Висбаден. Там остава около година. През 1931 г. води България в мачове от Балканската купа и Купата на БОК. Под негово ръководство „трикольорите“ печелят Купата на БОК след победи над Турция (5:1) и Югославия (3:2). Остава в тима 6 месеца. Напуска националния отбор поради неизплатени заплати, а контрактът му не е подновен заради материални проблеми. 
Завръща се в Германия начело на Кьолнер ШВ 1899. След това тренира Арминия (Билефелд) и Рот-Вайс (Оберхаузен). Рот-Вайс се представя изключително добре, като според мнозина тимът е спрян в края на сезона единствено от множеството контузии.
Големите успехи на Файст обаче идват с Шалке 04. Наставникът успява да продължи успехите на тима, изграден от предишния треньор Ханс Шмидт и печели три титли в Гаулигата (1939, 1940 и 1942 г.). През 1941 г. „миньорите“ са финалисти, но губят решаващия мач от Рапид (Виена). През 1941 и 1942 г. са достигнати и финалите на Купата на Германия. След Файст Шалке ще спечели титлата на Германия само още веднъж – през 1958 г.
Между 1943 и 1944 г. е треньор на Мьолдерс Кракау и печели веднъж Гаулигата на генералгубернаторството и два пъти купата на областта.

## Участие във Втората световна война
Файст е заклет привърженик на Адолф Хитлер и още през май 1933 г. влиза в редиците на НСДАП. През 1942 г. е повикан във Вермахта и пратен в Полша. От 1944 г. е на Източния фронт. Взет е в плен от Червената армия през февруари 1945 г. Впоследстие е в лагер за военнопленници край град Ковел. През февруари 1946 г. в лагера избухва епидемия от тиф и се смята, че Файст загива в резултат на това заболяване. Синът на Файст Манфред публикува книга с писмата на Ото от фронта като доказателство, че към края на живота си треньорът е осъзнал грешката си да симпатизира на нацисткия режим.

## Успехи
- Купа на БОК – 1931
- Гаулига – 1939, 1940, 1942